# Ga Đại Hồ

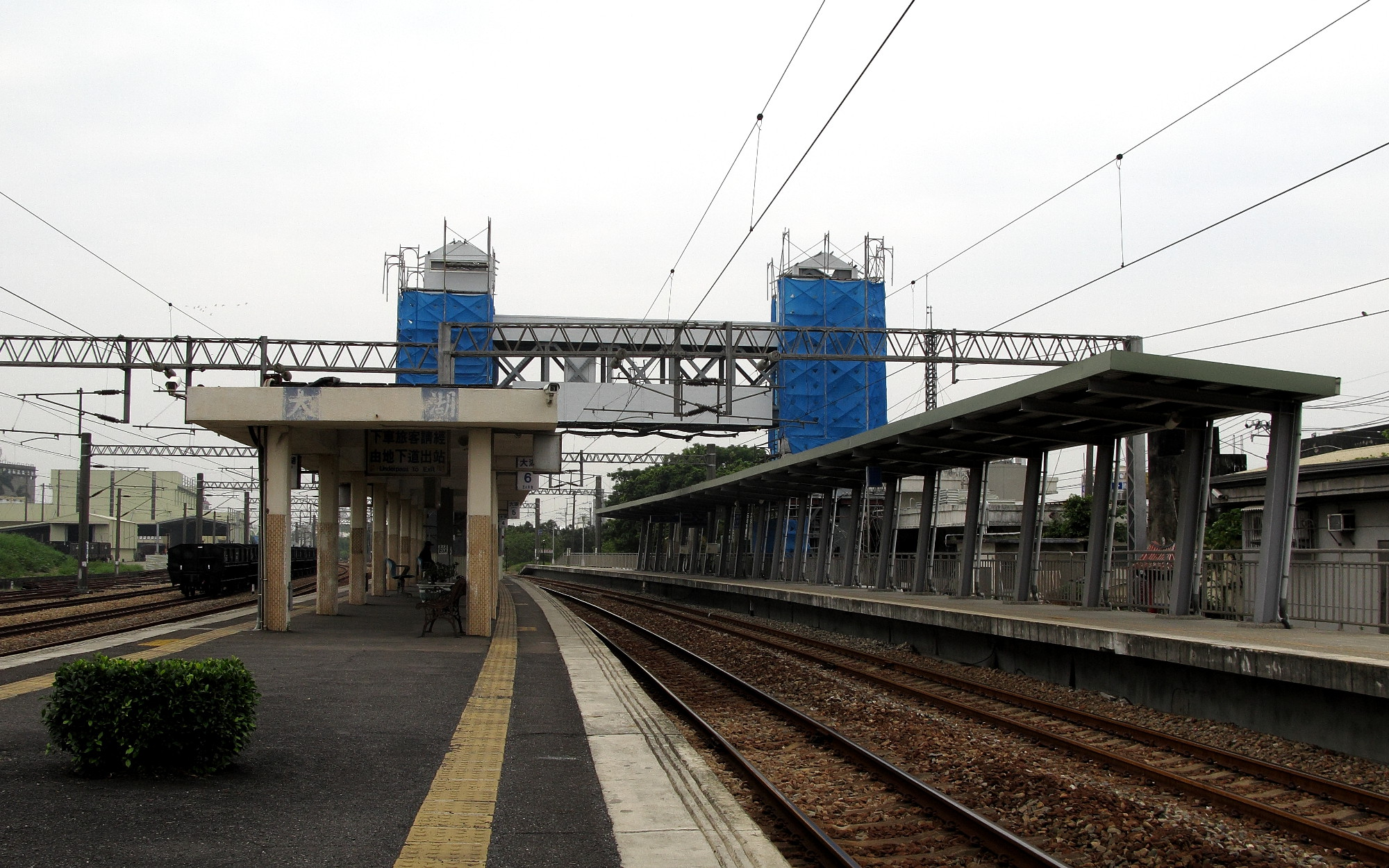
Ke ga Đại Hồ

Dahu (tiếng Trung: 大湖車站; bính âm: Dàhú Chēzhàn) là một ga đường sắt là một ga đường sắt trên tuyến Bờ Tây (Tuyến ven biển) thuộc Cục quản lý Đường sắt Đài Loan (TRA) nằm ở Lộ Trúc, Cao Hùng, Đài Loan.

## Lịch sử
Nhà ga mở cửa vào ngày 29 tháng 11 năm 1900.